# Bengshutang (sockenhuvudort i Kina, Yunnan Sheng, lat 28,04, long 99,51)
Bengshutang (kinesiska: 崩书塘, 尼西, 尼西乡) är en sockenhuvudort i Kina. Den ligger i provinsen Yunnan, i den sydvästra delen av landet, omkring 460 kilometer nordväst om provinshuvudstaden Kunming. Antalet invånare är 8 111. Befolkningen består av 3 488 kvinnor och 4 623 män. Barn under 15 år utgör 15,0 %, vuxna 15-64 år 76 %, och äldre över 65 år 8,0 %.
Runt Bengshutang är det glesbefolkat, med 12 invånare per kvadratkilometer. Det finns inga andra samhällen i närheten. I omgivningarna runt Bengshutang växer i huvudsak blandskog.
Genomsnittlig årsnederbörd är 791 millimeter. Den regnigaste månaden är juli, med i genomsnitt 247 mm nederbörd, och den torraste är november, med 1 mm nederbörd.